# Brumov-Bylnice
Brumov-Bylnice város Csehországban, a Zlíni járásban. Brumov-Bylnice Štítná nad Vláří-Popov, Vlachovice, Křekov, Nedašov, Návojná, Valašské Klobouky, Felsőszernye és Felsőszúcs településekkel határos. Lakosainak száma 5424 fő (2024. január 1.).

## Népesség
A település lakosságának változását az alábbi diagram mutatja:
| Lakosok száma | 3495 | 3297 | 3824 | 4505 | 5795 | 6091 | 5574 | 5540 | 5457 | 5424 |
|               | 1869 | 1890 | 1921 | 1950 | 1980 | 2001 | 2017 | 2019 | 2022 | 2024 |